# Gastornis
Gastornis é um gênero de aves fósseis da família Gastornithidae. Ocorreu do Paleoceno Superior ao Eoceno Médio na Europa e América do Norte.

## Nomenclatura e taxonomia
O gênero foi cunhado por Edmond Hébert, em 1855, em homenagem a Gaston Planté, que encontrou o primeiro fóssil no mesmo ano nas proximidades de Paris. Edward Drinker Cope cunhou o gênero Diatryma em 1876 para o material encontrado nos Estados Unidos, entretanto, análises posteriores consideraram-no como sinônimo de Gastornis. Outros gêneros foram criados para fósseis da América do Norte, Othniel Charles Marsh criou o Barornis em 1894, sinonimizado com o Diatryma, e Sinclair o Omorhamphus em 1928, sinonimizado com o Diatryma.

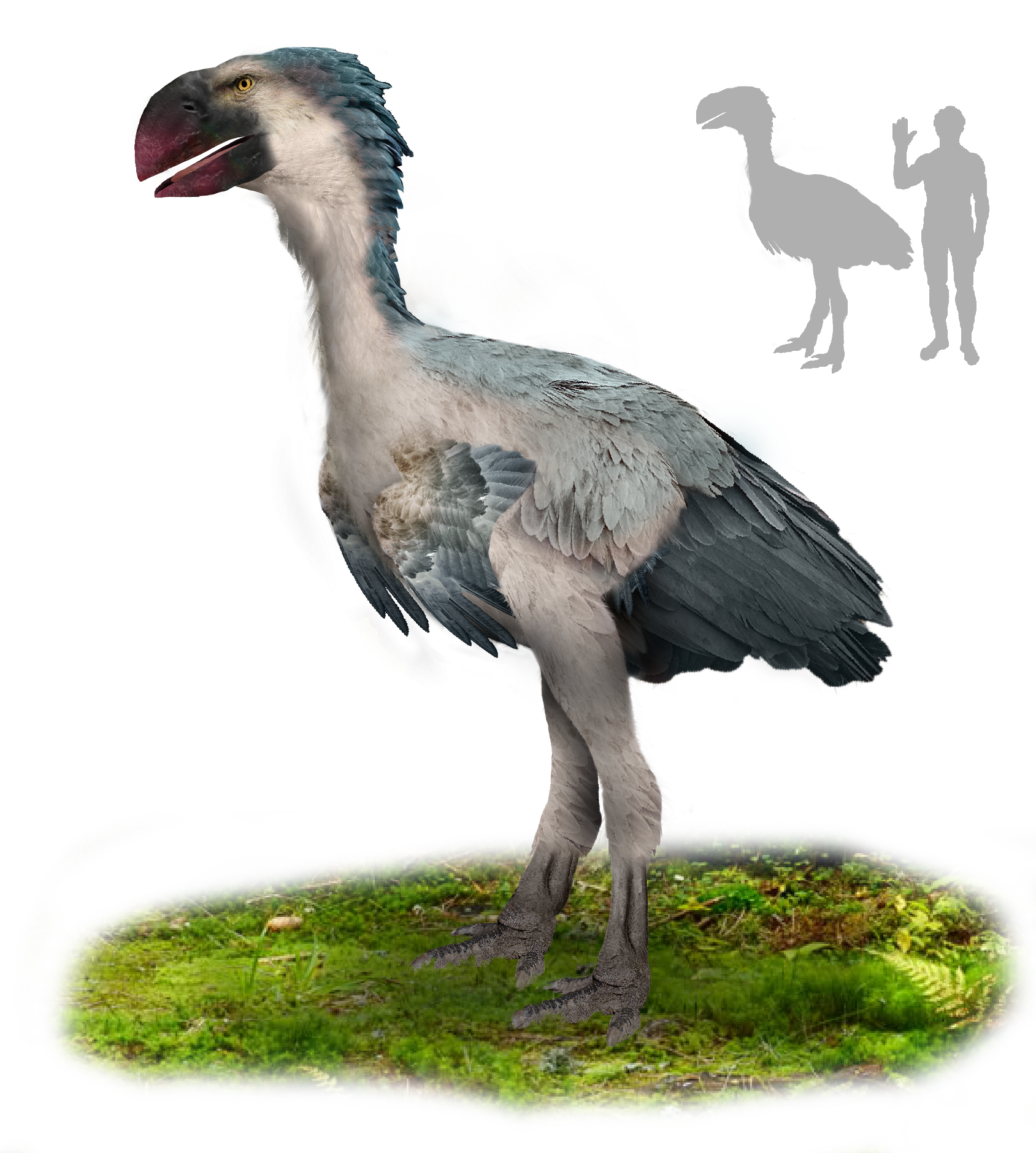
Impressão do artista de um Gastornis.

### Espécies
Quatro a cinco espécies são reconhecidas:
- Gastornis parisiensis descrita por Edmond Hébert em 1855 com base em material fóssil descoberto em Meudon, formação Meudon, França.[1]
- Gastornis sarasini descrita por Samuel Schaub em 1929 como Diatryma sarasini com base em material fóssil encontrado em Monthelon, França.[9]
- Gastornis russeli descrita por Larry Martin em 1992 com base em material fóssil encontrado no Monte Berru, formação Cernay, França.[10]
- Gastornis giganteus descrita por Edward Drinker Cope em 1876 como Diatryma giganteus com base em material fóssil encontrado no Novo México.[2]
- Gastornis ajax descrita por Robert Wilson Shufeldt em 1913 como Diatryma ajax com base em material fóssil encontrado em Clark's Fork Basin, formação Wasatch, Wyoming.[11]
- Gastornis xichuanensis descrita em 1980 como Zhongyuanus xichuanensis com base em material encontrado na China e posteriormente movida para o género Gastornis em 2013.[12]

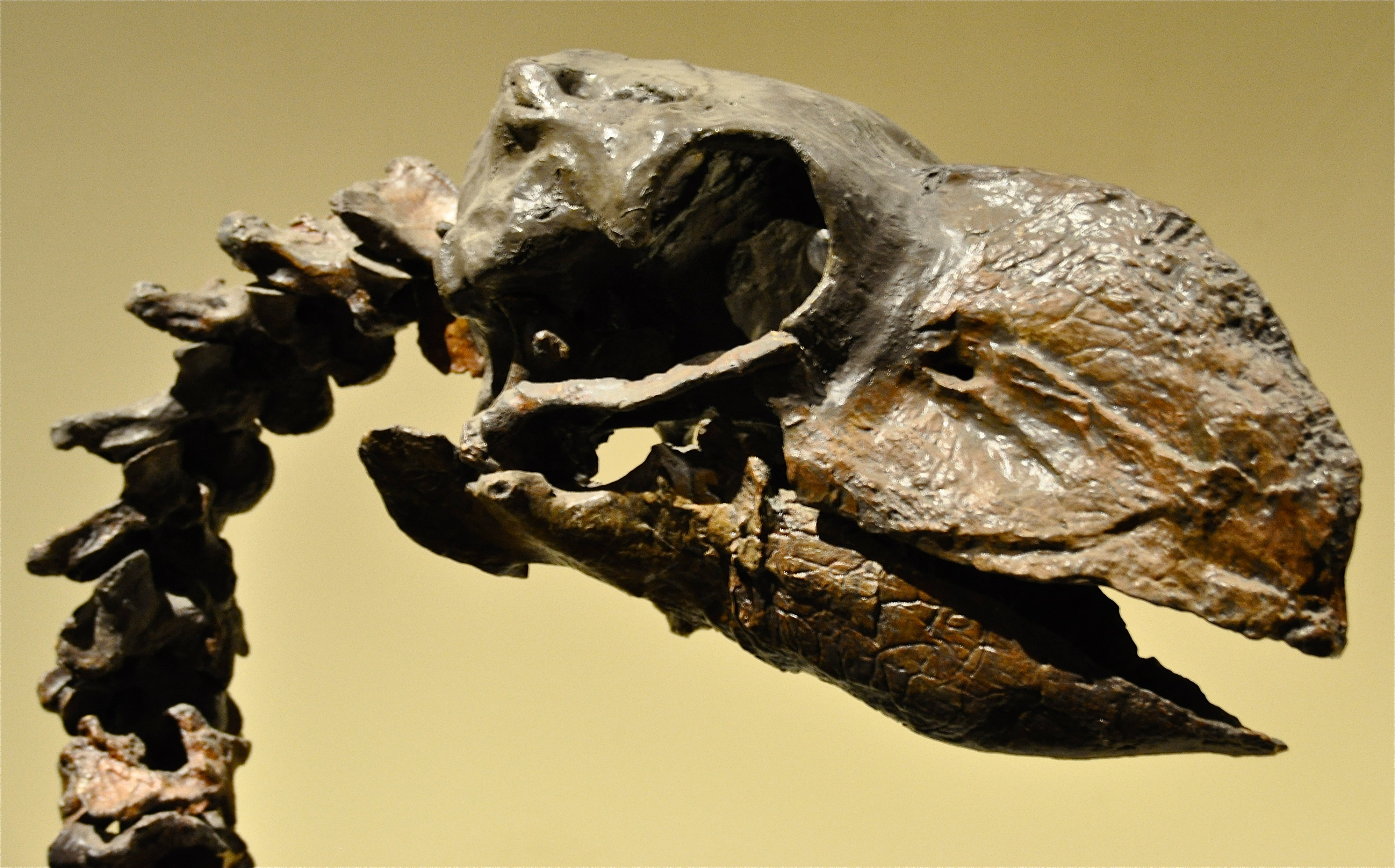
Crânio de G. giganteus no Smithsonian Museum of Natural History.

Outras espécies descritas consideradas como sinônimos:
- Gastornis edwardsii descrita por Lemoine em 1878 com base em material fóssil encontrado em Cernay-les-Reims, formação Cernya, França.[13] Considerado sinônimo de G. parisiensis.[10]
- Gastornis klaasseni descrita por Newton em 1885 com base em material fóssil encontrado em Croydon, Inglaterra.[14] Considerado sinônimo de G. parisiensis.[10]
- Diatryma geiselensis descrita por Fisher em 1978 com base em material fóssil encontrado em Geiseltal, Alemanha.[15] Considerado sinônimo de G. sarisini.[4]
- Barornis regens descrita por Othniel Charles Marsh em 1894 com base em material fóssil encontrado em Nova Jersey.[5] Considerado um nomen dubium[6] ou então sinônimo de G. giganteus.[16]
- Diatryma steini descrita por Matthew e Granger em 1917 com base em material fóssil encontrado em South Elk Creek, formação Willwood, Wyoming.[6] Considerado sinônimo de Gastornis giganteus.[16][8]
- Omorhamphus storchii descrito por Sinclair em 1928 com base em material fóssil encontrado em Dorsey Creek, formação Willwood, Wyoming.[7] Considerado sinônimo de Gastornis giganteus.[8]

## Distribuição
O gênero está distribuído do Paleoceno Superior ao Eoceno Médio da França, Bélgica, Alemanha, Inglaterra e Estados Unidos (Novo México, Wyoming e Colorado). Restos fósseis atribuídos a este gênero também foram encontrados na ilha Ellesmere.

## Descrição
G. giganteus atingia 2,2 metros de altura, sendo que o seu crânio chegava aos 70 centímetros, enquanto que G. sarasini media em torno de 1,75 metros de altura.

## Paleobiologia
Evidências recentes sugerem que Gastornis era provavelmente um verdadeiro herbívoro.  Estudos dos isótopos de cálcio nos ossos de espécimes de Gastornis por Thomas Tutken e colegas não mostraram nenhuma evidência de que tinha carne em sua dieta. A análise geoquímica revelou ainda que seus hábitos alimentares eram semelhantes aos de dinossauros herbívoros e de mamíferos quando comparados com carnívoros fósseis conhecidos, como o Tyrannosaurus rex, deixando os Phorusrhacidae como as únicas aves carnívoras não-voadoras de grande porte.